# Josef Kardinal

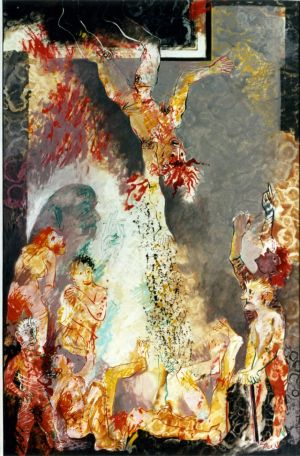
Josef Kardinal „Der Sturz“, Mischtechnik auf Leinwand, 1997, 100 × 160 cm

Josef Kardinal (* 3. März 1937 in Hollowing bei Marienbad, Tschechoslowakei; † 2. Juli 2010 in Zorneding) war ein deutscher Kunstmaler. Er lebte seit 1946 in Zorneding bei München. Nach einer handwerklichen Ausbildung zum Malermeister begann er eine künstlerische Ausbildung, die er 1972 an der Akademie der Bildenden Künste München als Meisterschüler mit Diplom abschloss. Seitdem arbeitete er als freier Künstler.

## Werk
Die Süddeutsche Zeitung schreibt, dass Josef Kardinal das gesamte Spektrum des Lebens, besonders aber den Menschen als so genannte Krönung der Schöpfung darzustellen versucht. Zu- oder einordnen ließe sich der Künstler allerdings nicht. Er gelte als Individualist, der von sich sagt, „das Malen kommt mir wie ein Glücksspiel vor, ich spüre, dass ich gewinnen will, selbst wenn ich verliere“. Dass Kardinal seine Figuren überwiegend nackt darstellt, mag auf den ersten Blick verwirrend wirken. Bei näherer Betrachtung erhalten sie dadurch aber nur etwas Zeitloses und verlieren jegliche Obszönität. In kräftigen, klaren Farben malt er häufig Situationen, die keineswegs Anlass zur Freude geben. Dafür aber immer Anlass zum Denken (z. B. „Der Sturz“, 1997). So sagte er in einem Interview der Süddeutschen Zeitung, dass er sich dem „Trend zum Nichtssagen“, der seiner Meinung nach viele moderne Künstler beeinflusst, nicht anschließen wolle. Von rein dekorativen Bildern, die nur von bunten Flächen bestimmt und ohne Thematik sind, halte er nichts. Diesem Credo bleibt er auch bei seinen Landschaftsbildern und -zeichnungen treu (z. B. „Im Naturschutzgebiet“, 2000).

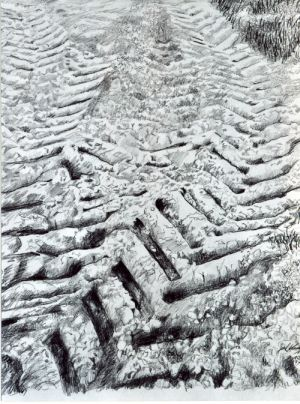
Josef Kardinal „Im Naturschutzgebiet“, Zeichnung, 2000, 100 × 70 cm

Die Kunsthistorikerin Karin Birner beschreibt in Kardinals Biografie zu dessen Werken in der Schausammlung der Egerländer Kunstgalerie folgendes:
„Als Grundmotive in seinem Oeuvre erscheinen immer wieder die unerlässlichen Ingredienzien irdischer Lebensformen, die Ursprünge allen Seins: zellartige Substanzen, Gewässer, Lichtformen und Atmosphärisches. In dieser Peristase agieren menschenähnliche Wesen, die flächig gestaltet und mit wenigen, skizzenartig feinen Linien umrissen sind. Oft vermischen sie sich mit der Farbgebung des Hintergrunds, erscheinen dadurch schwere- und körperlos, aus Licht Luft oder Wasser formiert und den Eindruck einer geheimnisvollen, unauflöslichen Verbindung mit der kosmischen Energie vermittelnd. Metamorphosen, der Wechsel von der irdischen zu einer anderen Daseinsform könnte von ihnen mühelos vollzogen werden. Mit diesen phantastischen auratischen Geschöpfen, einem fließenden Kolorismus und der oft dreiteiligen Anordnung der Leinwände in der Art eines Flügelaltares erzeugt der Künstler eine lyrische Spiritualität, deren Definition jedoch nicht im Theologischen, sondern in der Philosophie eines Zeitalters zu suchen ist, in dem die empirischen Wissenschaften zum Substitut der Religion avancieren“.
So äußerte er auch gegenüber der Süddeutschen Zeitung, dass ihn Religion und Philosophie interessieren, und er selbst glaube, dass es nie einen Anfang gegeben hat und auch kein Ende geben werde.

## Ausstellungen (Auswahl)
- 1973, 1974, 1975, 1977: Große Kunstausstellung im Haus der Kunst in München
- 1974–2001: Einzel- und Kollektivausstellungen im Kunstpavillon München
- 1988, 1989, 1990, 2003, 2004: Ausstellung im Haus der Kunst in München (FMDK)
- 1997: Ausstellung im Kunstsalon der Hipp-Halle in Gmunden, Österreich
- 2001: Einzelausstellung im Haus des Gastes, Eichstätt
- 2003: Sonderausstellung in der Egerländer Kunstgalerie in Marktredwitz
- 2004: Ausstellungen in Budapest und Békés/Ungarn (Kulturaustausch mit Ungarn)
- 2007: Ausstellung in Loket, Tschechien (Arbeitskreis Egerländer Kulturschaffender, AEK)

## Öffentliche Sammlungen
- Egerländer Kunstgalerie in Marktredwitz (Leihgabe von Herrn Dr. Hatto Zeidler, Heidelberg)
- ADAC-Kunstsammlung SPUREN

## Mitgliedschaften (Auswahl)
- Schutzverband Bildender Künstler München, 20 Jahre Mitglied des Vorstands, der Jury und der Ausstellungsleitung
- Kuratorium der Egerländer Kunstgalerie im Egerland-Kulturhaus in Marktredwitz
- Berufenes Mitglied der Sudetendeutschen Akademie der Wissenschaften und Künste

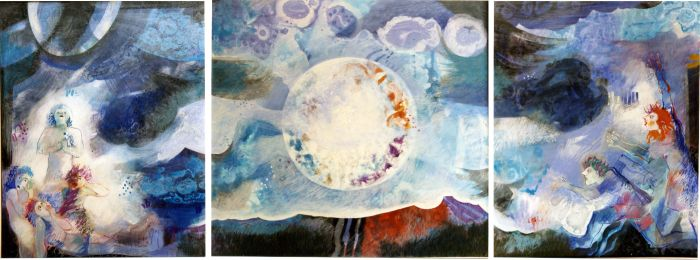
Josef Kardinal „Die Welt über uns“, Triptychon, Mischtechnik auf Leinwand, 1999, 100 × 264 cm

## Preise und Auszeichnungen (Auswahl)
- Sudetendeutscher Kulturpreis 2009 für bildende Kunst und Architektur

## Referenzen
1. ↑  Sudetenland: Böhmen, Mähren, Schlesien (1/2008), Europäische Kulturzeitschrift, Hrsg.: Gesellschaft zur Förderung ostmitteleuropäischen Schrifttums e. V. München, ISSN 0562-5173.
2. ↑  Malerei, Grafik und Skulpturen, Süddeutsche Zeitung, Nr. 70, 1997, Feuilleton
3. ↑  Bilder, die Geschichten erzählen, Süddeutsche Zeitung, Nr. 124, 1997, Feuilleton.
4. ↑  Visionen lyrischer Spiritualität, Kunstwerk des Monats März 2003, Egerländer Kunstgalerie Marktredwitz (Memento vom 9. Oktober 2007 im Internet Archive)
5. ↑  Die zwei Pinsel des Josef Kardinal, Süddeutsche Zeitung, Nr. 2, 1984, Feuilleton

| Personendaten    | Personendaten                             |
| ---------------- | ----------------------------------------- |
| NAME             | Kardinal, Josef                           |
| KURZBESCHREIBUNG | deutscher Kunstmaler                      |
| GEBURTSDATUM     | 3. März 1937                              |
| GEBURTSORT       | Hollowing bei Marienbad, Tschechoslowakei |
| STERBEDATUM      | 2. Juli 2010                              |
| STERBEORT        | Zorneding                                 |